# Нормална форма игре
У теорији игара, нормална форма је начин за описивање игре. За разлику од екстензивне форме, нормална форма сама по себи не представља игру графички, већ у виду матрице. Овај приступ може да буде кориснији за идентификовање стриктно доминираних стратегија и Нешових еквилибријума, али се код њега одређена количина информација губи у односу на приступ екстензивне форме. Представљање игре нормалном формом подразумева приказ свих могућих стратегија, и њима одговарајућих добитака, за сваког играча.
Код статичких игара комплетних, несавршених информација, репрезентација игре нормалном формом је спецификација простора стратегија играча, и одговарајућих функција добитака. Простор стратегија играча је скуп свих стратегија доступних том играчу, где је стратегија потпун план акција за сваку могућу фазу игре, независно од тога да ли ће се та фаза заиста јавити у игри. Функција добитака за играча је пресликавање из векторског производа  играчких простора стратегија у играчев скуп добитака (обично скуп реалних бројева, где број може да има кардинално или ординално значење - код представљања нормалном формом, често се ради о кардиналном значењу), то јест, функција добитака играча као улаз узима профил стратегија (то јест спецификацију стратегија за сваког играча), а као излаз даје добитак играча.